# Brunnen Weinheim (Alzey)

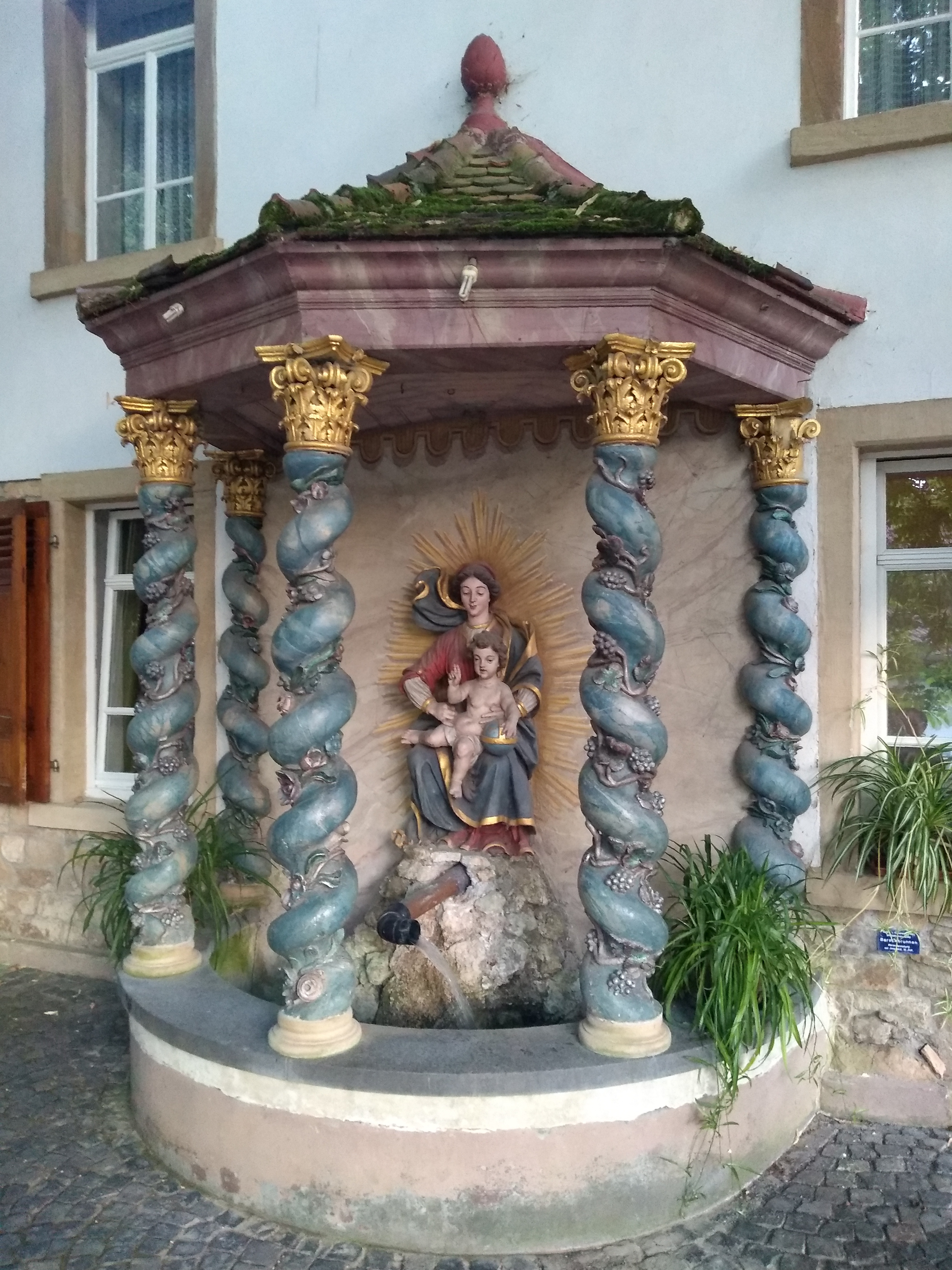
Brunnen in Weinheim

Der Brunnen in Weinheim, einem Stadtteil von Alzey im Landkreis Alzey-Worms in Rheinland-Pfalz, wurde im Jahr 1810 errichtet. Der Brunnen am Gebäude Hauptstraße 173 ist ein geschütztes Kulturdenkmal.
Der Wandbrunnen mit barockem ehemaligem Altarbaldachin vom Anfang des 18. Jahrhunderts besteht aus fünf gedrehten Säulen und einem fünfeckigen Zeltdach, das von einer Zirbelnuss bekrönt wird. Über dem Wasserausguss sitzt auf einem Stein eine Muttergottes mit Kind.
Der Brunnen wurde 1810 anlässlich der Hochzeit Napoleons mit der Erzherzogin Marie-Louise von Österreich errichtet.